# Stazione di Sosnowiec Główny
Sosnowiec Główny è una stazione ferroviaria situata nella città di Sosnowiec, nel Voivodato della Slesia in Polonia. È una delle principali stazioni ferroviarie della regione e si trova nel centro della città, presso via 3 Maja. La stazione è gestita da PKP Polskie Linie Kolejowe.

## Edificio della stazione
La stazione di Sosnowiec Główny fu inaugurata il 24 agosto 1859 come parte della Ferrovia Varsavia-Vienna e rappresentava un importante nodo di confine tra il Regno del Congresso e la Prussia. L'edificio originale, in stile neoclassico, fu progettato probabilmente dall'architetto italiano Enrico Marconi. La struttura include una sala d'attesa, biglietterie e uffici amministrativi. L'edificio è stato riconosciuto come monumento storico dal 1999.

## Infrastruttura
La stazione dispone di due piattaforme:
- Piattaforma 1: piattaforma laterale, lunga 232 metri e alta 30 cm, con accesso al binario 4.
- Piattaforma 2: piattaforma a isola, lunga 394 metri e alta 65 cm, con accesso ai binari 1 e 2.

Le piattaforme sono collegate tramite un sottopassaggio pedonale, che permette un accesso facilitato anche alle persone con mobilità ridotta. La stazione è dotata di ascensori, sistemi di informazione elettronica e aree coperte per i viaggiatori.

## Collegamenti ferroviari
La stazione funge da nodo ferroviario per diverse linee principali, tra cui: 
- Linea Varsavia-Katowice (linea numero 1); international E65 line.
- Linea Tunel-Sosnowiec Główny (linea numero 62)
- Linea Będzin-Katowice (linea numero 659)
- Linea Sosnowiec Południowy-Sosnowiec Główny (linea numero 660).

## Servizi aggiuntivi
La stazione offre parcheggi per biciclette, una biglietteria e servizi igienici. Il piazzale antistante è stato recentemente modernizzato, includendo spazi verdi, fontane e aree per il relax.